# Tabdi
Tabdi é um município da Hungria, situado no condado de Bács-Kiskun. Tem 21,39 km² de área e sua população em 2015 foi estimada em 991 habitantes.